# David Sauer (Journalist)
David Sauer (* 23. April 1988 in Bad Neuenahr-Ahrweiler) ist ein deutscher Fernsehjournalist und Auslandskorrespondent.

## Leben und Wirken
David Sauer wuchs in Bad Neuenahr im Ahrtal auf und besuchte das Peter-Joerres-Gymnasium, wo er 2007 das Abitur bestand.
Nach dem Zivildienst studierte er Wirtschaftswissenschaften an der Johannes-Gutenberg-Universität Mainz und in Berlin.
Seine journalistische Laufbahn begann Sauer während des Studiums als freier Mitarbeiter für verschiedene regionale und überregionale Zeitungen. Seit 2014 arbeitete er als Nachrichtenredakteur in den heute- und heute journal-Redaktionen des ZDF in Mainz. Im Jahr 2015 gehörte er zum Gründungsteam des interaktiven Nachrichtenformats heute+ und betreute redaktionell den Jahresrückblick Album – Bilder eines Jahres.
Von 2016 bis 2017 absolvierte Sauer ein journalistisches Volontariat an der Georg-von-Holtzbrinck-Schule für Wirtschaftsjournalisten in Düsseldorf. In dieser Zeit arbeitete er unter anderem für das Handelsblatt, Die Zeit und die Wirtschaftswoche mit Stationen in Frankfurt am Main, Berlin, New York und Washington, DC. Über die US-Präsidentschaftswahl 2016 berichtete er für das Handelsblatt aus den USA.
2017 kehrte Sauer zum ZDF zurück und arbeitete als Reporter und Chef vom Dienst in der heute-Redaktion und baute das interaktive Nachrichtenformat ZDFheute live mit auf. 2018 berichtete er als Reporter im ZDF-Landesstudio Wiesbaden von der Landtagswahl in Hessen.
ZDF-Chefredakteur Peter Frey machte Sauer 2020 zu seinem persönlichen Referenten. Auch für Bettina Schausten blieb Sauer ab September 2022 in der Funktion und verantwortete unter anderem die politische Interview-Reihe Was nun, …?. Im August 2023 berichtete Sauer für das ZDF aus den USA, unter anderem über die Wald- und Buschbrände auf Hawaii und die Waldbrände in Kanada.
Seit August 2024 arbeitet Sauer als Korrespondent für Nord- und Mittelamerika im ZDF-Studio Washington, D.C. Zu seinem Berichtsgebiet gehören die Vereinigten Staaten von Amerika, Mittelamerika und die Karibik.
Als Jugendlicher war Sauer aktiver Leichtathlet, zunächst im Mehrkampf und später im Speer- und Diskuswurf. Er war auf Landesebene erfolgreich und gehörte dem D-Kader des Deutschen Leichtathletikverbandes (DLV) im Speerwurf an. Nach einer Schulterverletzung zog er sich mit 18 Jahren aus dem Leistungssport zurück.
Sauer war Stipendiat der Johanna-Quandt-Stiftung. Er ist verheiratet und hat keine Kinder.